# Juniata (rivière)
Pour les articles homonymes, voir Juniata.
La rivière Juniata est un affluent du fleuve la rivière Susquehanna, dans le centre de la Pennsylvanie aux États-Unis. 

## Présentation
Longue de 167 km, la rivière a un cours large et peu profond, traversant plusieurs crêtes de montagne et des cluses fortement bordées. Elle a été le lieu d'attaques amérindiennes contre les colonies blanches pendant la guerre française et indienne. Le bassin versant de la rivière couvre une superficie d'environ 8 800 km², soit environ un huitième de la zone de drainage de la Susquehanna. Environ les deux tiers du bassin versant sont boisés. C'est le deuxième plus grand affluent de la Susquehanna après la branche ouest de la Susquehanna.
La rivière Juniata se forme dans l'ouest du comté de Huntingdon, au confluent de la branche de Frankstown et de la rivière Little Juniata, entre les localités d'Alexandria et de Petersburg. La rivière coule vers le sud-est à travers Huntingdon et continue vers le petit village d'Ardenheim, où la branche de Raystown, le plus long des affluents de la Juniata, entre par le sud-ouest. La Juniata continue vers le sud-est, à travers une brèche dans la crête de Jacks Mountain. Sur le côté sud-est de la crête, elle reçoit Aughwick Creek du sud, puis s'écoule vers le nord-est, le long du flanc est de la crête de Jacks Mountain jusqu'à Lewistown, où elle recueille Kishacoquillas Creek et Jacks Creek. De Lewistown, elle coule vers le sud-est, suivant un cours sinueux, recevant la Tuscarora du sud et traversant une brèche dans la crête du mont Tuscarora. La rivière Juniata est rejointe par trois ruisseaux à Millerstown, dans le nord-est du comté de Perry. Elle reçoit Cocolamus Creek 1,1 km au sud-est, Raccoon Creek, 800 m sud-est, et Wildcat Run à 4,5 km au sud-est de Millerstown. La rivière reçoit également Buffalo Creek, 1,4 km au nord-ouest de Newport. La rivière Juniata rejoint le fleuve Susquehanna dans Reed Township, au nord-est de Duncannon et à environ 24 km au nord-ouest de Harrisburg.

## Étymologie
Le mot Juniata pourrait être une corruption du mot iroquoien Onayutta, qui signifie « pierre debout ». Il y avait une grande pierre dressée à l'emplacement actuel de la ville de Huntingdon, mesurant 4,4 m et contenant des sculptures relatant l'histoire de la tribu Onojutta-Haga locale. Elle disparait en 1754, lorsque la tribu part, la tradition voulant qu'ils emportent avec eux la pierre. Une deuxième pierre a été érigée par les nouveaux colons mais détruite en 1897. Un fragment de 0,6 m de la seconde pierre se trouve dans le musée de l'université Juniata.

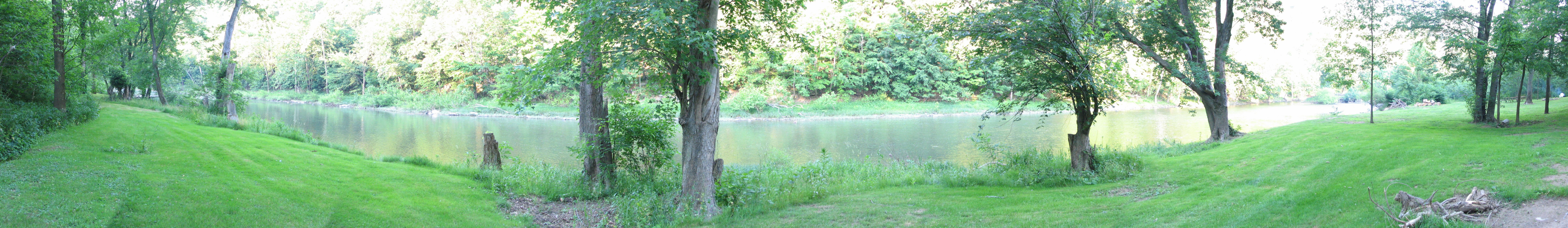
Vue panoramique sur la rivière Juniata, à quelques kilomètres en aval de Riddlesburg, Pennsylvanie.